# 喜樂蒂牧羊犬
喜樂蒂犬（英語：Sheltie），也稱設德蘭牧羊犬（Shetland Sheepdog），原產於蘇格蘭的設得蘭群島。其品種的源頭可能來自於蘇格蘭牧羊犬與斯皮茨犬雜交而成，也可能是蘇格蘭牧羊犬與查理王小獵犬混種的結果。喜樂蒂牧羊犬屬工作犬種，是一種在寒冷、高緯度的環境中生活的狗狗，主要擔任趕羊群、雞鴨以及看門的工作，在低緯度或者濕熱地區養育時需要保持其週邊溫度的涼爽。

## 毛色

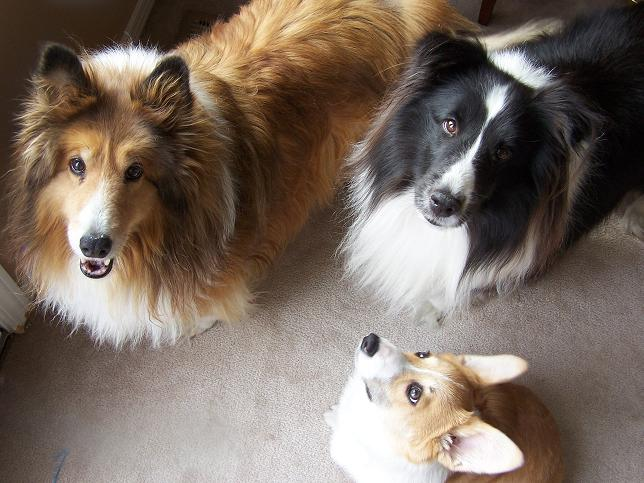
貂色喜樂蒂(左)與雙黑色喜樂蒂(右)

喜樂蒂牧羊犬的毛色大致上可分為“貂色”(sable) 、“三色”(tri color) 、 “大理石色”(blue merle) 、“雙黑色”(bi black)以及“雙藍色”(bi blue)，以貂色和三色的個體為最常見。

## 和蘇格蘭牧羊犬的辨別方法
喜樂蒂牧羊犬和蘇格蘭牧羊犬（又稱可利牧羊犬，是飾演靈犬萊西的犬種。）外觀大致上雖相似卻是截然不同的犬種。喜樂蒂牧羊犬屬於中型犬，而蘇格蘭牧羊犬屬於大型犬，成犬體型差異大。外觀上喜樂蒂牧羊犬成圓形頭蓋和狐狸般的尖嘴，而蘇格蘭牧羊犬的頭蓋和吻部的斜度較接近一直線，這是除了體型以外最好的辨別方法。

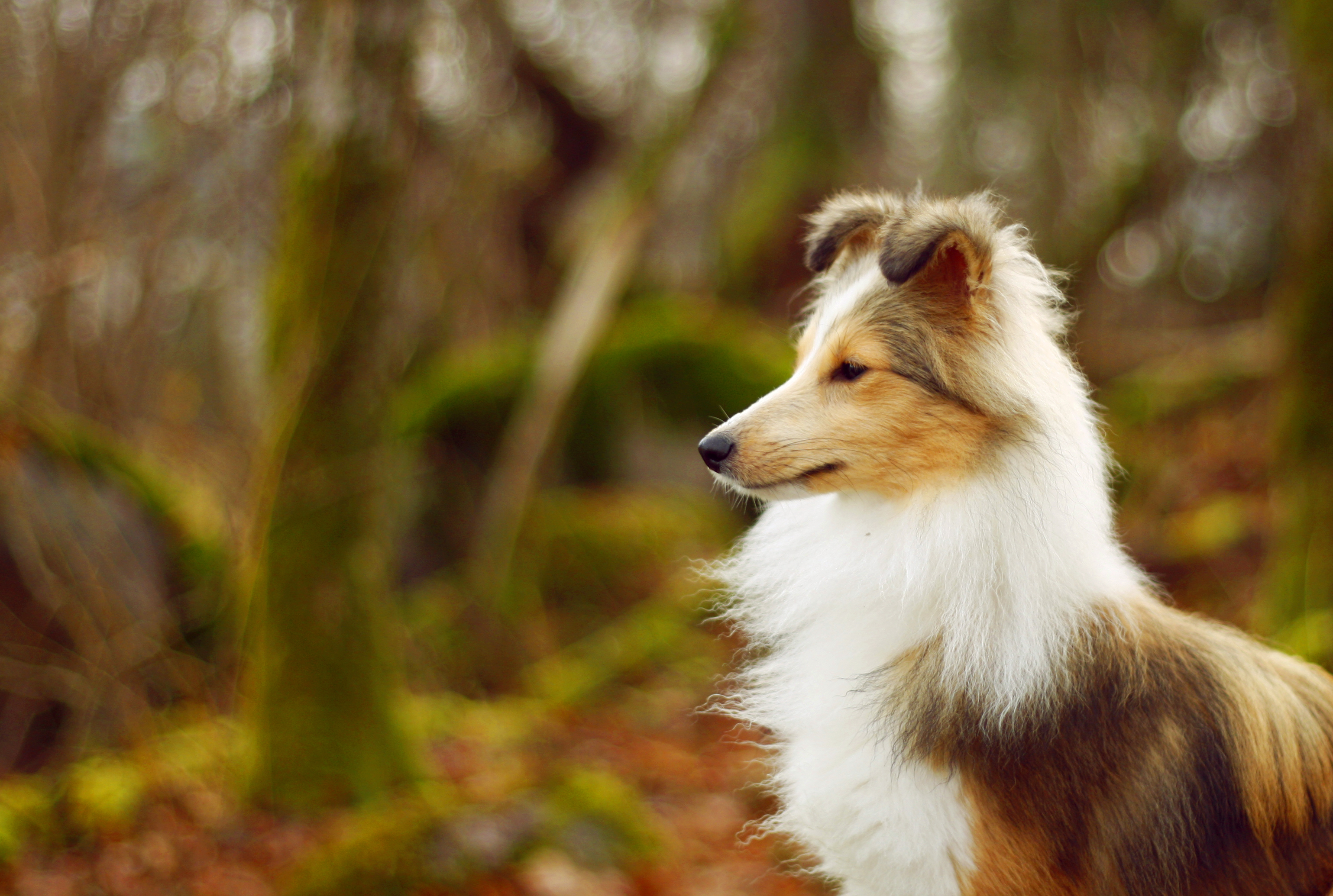
喜樂蒂的頭型

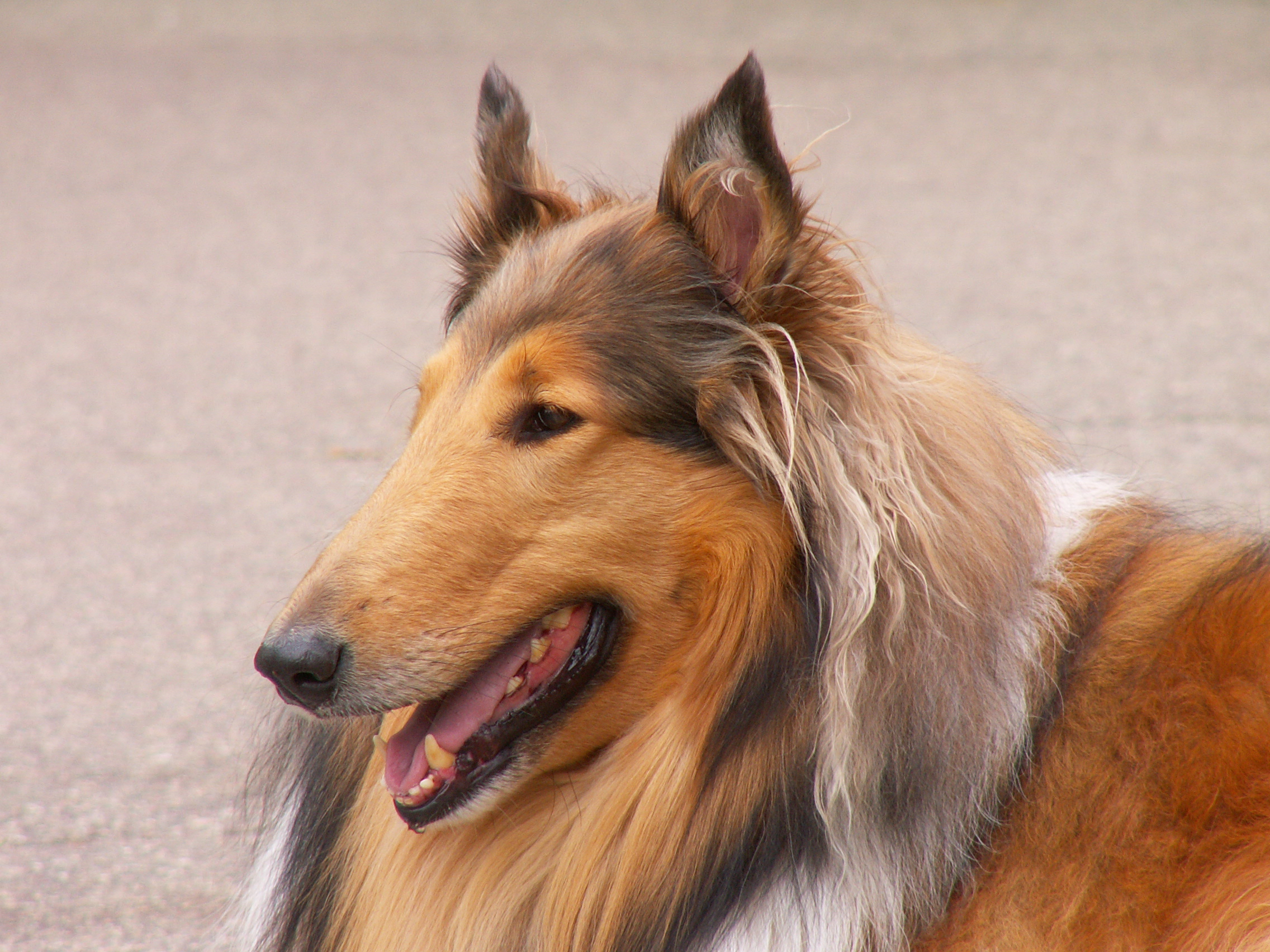
蘇格蘭牧羊犬的頭型

## 飼養須知
由於喜樂蒂牧羊犬的被毛屬於雙層毛，在濕熱的氣候中容易羅患皮膚病，因此不適合飼養於台灣平地及東亞南方。另外此犬種的掉毛頻率相當高，對過敏患者容易產生不適。喜樂蒂牧羊犬繼承了牧羊犬的血統，因此運動量絕非一般中型犬所達，並不適合初心飼養者，若每天沒有讓牠消耗精力，很有可能產生出神經質及易吠的個性，請每日長時工作者及家中空間小的公寓族務必三思。